# Hirondellea gigas
Hirondellea gigas Birstein & Vinagradov, 1955 é uma espécie de anfípode pertencente ao género Hirondellea Chevreux, 1889. É um organismo detritívoro hadal que habita as fossas oceânicas do Oceano Pacífico ocidental, tendo sido recolhido até aos 10 000 m de profundidade na fossa das Marianas.